# 전주류씨 효자정문
전주류씨 효자정문은 대한민국 경기도 수원시 영통구 이의동에 있다. 2006년 12월 26일 수원시의 향토유적 제17호로 지정되었다.

## 개요
정려문은 충신(忠臣), 효자(孝子), 열녀(烈女) 등 다른 사람에게 모범이 될 만한 인물의 행적을 널리 알리고자 마을 입구나 집 대문 앞에 나무로 만들어 세우던 붉은 문이다. 전주류씨 효자정문은 상촌의 전주 류씨 사호공파의 종가인 류원상씨 댁 대문 옆(수원시 권선구 금곡동 618-2)에 있었으나, 2008년 수원박물관으로 이전하여 원본은 보관중이고 야외에 재현품을 만들어 전시하고 있다. 류태명(柳泰明 : 1666~1716)과 증손자 류의(柳誼 : 1734~1799)의 효자 정려문을 정려각에 상하로 걸어 놓았다.